# Essentialisme (filosofie)
Het essentialisme is een filosofische, metafysische theorie, die stelt dat iedere entiteit wordt gedefinieerd door een aantal noodzakelijke eigenschappen. Iedere bestaande entiteit bezit een essentie, die het gedrag, uiterlijk en verloop van het object bepaalt. Volgens het existentialisme vormt de mens de uitzondering op deze regel. Het sociaal constructivisme stelt dat dingen geen eigen essenties hebben, maar sociale constructies zijn.
Volgens het metafysisch essentialisme is essentie dat wat een object of substantie uit de aard van zijn bestaan in zich draagt en wat het maakt tot wat het fundamenteel is. Heeft het die noodzakelijke eigenschap(pen) niet, dan verliest het de identiteit. Het hart is een voorbeeld van een noodzakelijkheid die een entiteit moet hebben om zich mens te kunnen noemen. Essentie is het tegengestelde van accident: een eigenschap van een object of substantie die geen noodzakelijke eigenschap is. Zelfs als dit accident wegvalt, blijft het object gewoon bestaan en de identiteit behouden. Een mens heeft bijvoorbeeld niet per se haar nodig en zal bij verlies van al het haar nog steeds mens blijven, de essentie blijft onaangetast.

## Griekse oudheid
Plato wordt vaak gezien als een van de eerste essentialisten. Hij geloofde in het concept van de ideale vorm: metafysische, abstracte entiteiten, waarvan elk individueel object in de waargenomen werkelijkheid slechts een afschaduwing is. Bijvoorbeeld: de ideale vorm van een cirkel is een perfecte cirkel, iets dat fysisch onmogelijk te maken is; desondanks hebben alle cirkels die de mens tekent duidelijk een bepaald gemeenschappelijk, achterliggend idee.
Plato geloofde dat deze ideeën eeuwig, vaststaand en superieur aan hun aardse vertoningen zijn, en dat mensen deze vertoningen (of 'schaduwen') slechts kunnen begrijpen door ze te vergelijken en verbinden met hun ideale vorm. Dit concept werd door Plato aanschouwelijk gemaakt in zijn beroemde allegorie van de grot. Plato wordt met zijn ideeënwereld gezien als de aartsvader van het essentialistisch dogma. 
Een gematigd essentialist in de Griekse oudheid was Aristoteles. Hij bekritiseerde het Platoonse dualistische concept van een aardse wereld en een daarachterliggende ideeënwereld. Zelf was hij van mening dat de essentie van een ding in het ding zelf te vinden was. Alle dingen op aarde bestonden volgens hem enerzijds uit materie en anderzijds uit vorm. Het is deze vorm, bijvoorbeeld de vorm mens, die de nog onbepaalde materie een bepaalde gestalte geeft. Met andere woorden: de essentie van een ding ligt in zijn vorm. Zonder de vorm zou het ding uit elkaar vallen in onbepaalde materie.
Deze gedachten van Aristoteles kregen veel navolging in de middeleeuwse filosofie (scholastiek), onder anderen bij Thomas van Aquino. Het vraagstuk van het essentialisme keerde terug in de universaliënstrijd, waarin werd gediscussieerd over de plaats van deze essenties. Vragen die werden gesteld waren of deze essenties een apart fysisch bestaan hadden of niet, of ze zich in deze wereld bevonden of niet, of ze in de dingen zaten of ergens erbuiten moesten geplaatst worden. In de late middeleeuwen kwam er een reactie op dit realisme, en ontwikkelde onder meer Wilhelm van Ockham het concept van het nominalisme: overkoepelende termen als 'mens' of 'paard' bestonden niet echt ergens in de wereld. Het enige wat bestond, waren de particuliere dingen, terwijl ze slechts worden verzameld onder bepaalde namen (nomina) die slechts in het menselijk hoofd zitten. Elk paard is met andere woorden verschillend, maar de mens vat ze samen onder het concept paard, dat in het menselijk hoofd zit.

## Hedendaagse filosofie

### Existentialisme
In de hedendaagse filosofie is er een sterke kritiek gekomen op dit essentialisme. Een duidelijke vorm waarin deze kritiek gestalte heeft gekregen is het existentialisme, van onder anderen Jean-Paul Sartre. Sartre, voortbouwend op de fenomenologie van Edmund Husserl en Martin Heidegger, stelde de voorrang van essentie op existentie ter discussie. In het geval van de dingen in de wereld leek het inderdaad zo dat ze bepaald worden door bepaalde essentiële eigenschappen. Een steen is een steen door toedoen van bepaalde eigenschappen die in zijn materie vervat zitten.
Sartre betoogde echter dat deze typering niet opgaat voor de mens en het menselijk bewustzijn. Het menselijk bewustzijn van een persoon kan immers niet getypeerd worden door enkele karakteristieken. Het bewustzijn zelf is iets inhoudsloos: het richt zich op dingen die buiten het bewustzijn liggen, dingen in de wereld. In die zin zou het menselijk bewustzijn op zichzelf onbepaald zijn en wordt het getypeerd door een fundamentele vrijheid. Het individueel-menselijk bestaan (existentie) gaat vooraf aan de inhoud van zijn bestaan (essentie).

### Analytische filosofie
Ondanks de kritiek op verscheidene vormen van essentialisme, worden er nog andere vormen verdedigd. De discussie binnen de analytische filosofie gaat voornamelijk tussen soortelijk essentialisme (sortal essentialism) en afkomst-essentialisme (origin essentialism). De eerste variant zegt dat de essentie van een ding in bepaalde eigenschappen ligt (bijvoorbeeld in het al dan niet mens zijn), terwijl de tweede variant stelt dat de essentie van een ding in zijn afkomst ligt (bijvoorbeeld in het kind zijn van X).
Een voorbeeld is het werk van Saul Kripke die op basis van zijn taalfilosofie tot een vorm van essentialisme is gekomen. Hij beargumenteert op basis van zijn semantiek dat er zogenaamde rigide aanwijzers (rigid designators) bestaan: een rigide aanwijzer die steeds naar hetzelfde object leidt in alle mogelijke werelden. Dat dit mogelijk is, komt door bepaalde essentiële eigenschappen van die dingen zelf. Hij stelde dat om tot een bepaalde klasse van objecten te behoren, bijvoorbeeld eiken, een object bepaalde eigenschappen noodzakelijk moet bezitten. Als het object die essentiële eigenschappen niet heeft, wordt het niet meer tot die klasse gerekend. Als een boom niet de specifieke genetische structuur heeft die een eik kenmerkt, dan wordt de boom geen eik genoemd. Dit is ook terug te vinden in het werk van Hilary Putnam.
Een meer specifieke manier waarop deze filosofen hun essentialisme willen verdedigen, is door te wijzen op het bestaan van bepaalde stellingen die a posteriori noodzakelijk waar zijn. De stelling water is H20 is noodzakelijk waar, maar is een stelling die pas bekend is geworden door empirisch onderzoek. Het volgt niet uit de term 'water' dat het H20 is. De noodzakelijkheid moet dus ergens anders gezocht worden, namelijk in het ding zelf: water is noodzakelijk H20 omdat dat de chemische essentie van de stof water uitmaakt.

## Essentialisme in de samenleving
Het essentialisme komt ook terug in het gewone denken van mensen en hun sociale omgang. Dit bestaat in twee vormen: enerzijds is er essentialisering bij personen en anderzijds is er essentialisering van groepen.
In het sociale handelen gebruiken mensen bepaalde termen of tegenstellingen om de wereld rondom zich betekenis te geven. Mensen delen de wereld op in onder meer man/vrouw, links/rechts en westers/niet-westers. Dit is op zich geen probleem, want het is in feite een vereiste om communicatie en gedeelde interpretatie mogelijk te maken. Het kan echter problematisch worden als wordt gesteld dat deze indelingen geen interpretaties zijn, maar de reële essenties weergeven van de werkelijkheid. Een specifieke vorm is die van naturalisering of biologisering: deze veronderstelde reële essenties hebben betrekking op veronderstelde natuurlijke of biologische verschillen tussen bepaalde mensen.:296 Deze begrippen zijn van belang voor discussies rond gelijkheid, discriminatie en racisme.
Veel feministen vinden bijvoorbeeld deze vormen van essentialisering problematisch, omdat het een rechtvaardiging zou kunnen zijn voor de ongelijke behandeling van de vrouw: de vrouw zou bepaalde dingen ontzegd kunnen worden, omdat ze nu eenmaal een andere essentie heeft. Feministen zullen echter stellen dat deze verschillen niet reëel zijn, maar sociaal geconstrueerd. Een bekende uitspraak van Simone de Beauvoir in dit verband is Men is niet als vrouw geboren, men wordt het. Eind jaren 1980 veroorzaakte de vraag of er een biologisch en daarmee essentialistisch onderscheid gemaakt kan worden, of dat alle verschillen te verklaren zijn als sociale constructie, een crisis in de feministische theorie. Als er geen essentialistische overeenkomst was tussen vrouwen, dan konden deze zich ook niet als groep beschouwen. Judith Butler speelde een belangrijke rol in het vernieuwen en versterken van het constructivisme, met betrekking tot gender met Gender Trouble uit 1990 en Bodies That Matter uit 1993. Zij stelde dat een gender performatief waar wordt gemaakt: een vrouw is slechts een vrouw doordat mensen, inclusief zijzelf, haar als vrouw benoemen.
Een andere vorm van essentialisering is de indeling van mensen in verschillende groepen, bijvoorbeeld op grond van hun afkomst. In dit verband wordt een bepaalde collectieve identiteit gedeeld door alle leden van een bepaalde groep.:92, en worden er wij-zijbeelden gehanteerd. Aan de eigen of aan de andere groep worden bepaalde eigenschappen toegeschreven, en wordt geclaimd dat ze voor alle leden ervan opgaan. Dit is problematisch, omdat het vaak feitelijk onjuist is. Er kan wel gesteld worden dat alle leden van groep X dieven zijn, dat behoort tot hun cultuur, maar het is sterk betwistbaar of dit voor elk lid opgaat. Dit leidt met andere woorden tot vooroordelen.
Deze beide vormen van essentialisering kunnen samengaan in de vorm van racisme of discriminatie. Dan worden bepaalde essentiële eigenschappen aan een groep toegeschreven, eventueel dat ze aangeboren zijn, en dat als rechtvaardiging gebruiken voor een ongelijke behandeling.